# 三者面談
三者面談（さんしゃめんだん）は、面談の一形態で、主に学校教育において行われるもの。
学期末に行われることが多い。関西地方では三者懇談と呼ばれている。

## 概要
教師・生徒・保護者（主に親）の三者が面談を行い、生活指導や学校での状況、進路などについての話し合いをする。

保護者（親）が夫婦揃って参加する必要がある場合など、生徒・教師を含めた4人で面談を行なう場合は四者面談と呼ばれる。

逆に教師と生徒、または教師と保護者が2人で話し合いをする場合は二者面談と呼ばれる。

なお、教師と両親が3人で話し合い、生徒本人が参加しない場合も三者面談と呼ばれるが、この組み合わせで行なわれることはまず無い。